# Hanikatsi laid

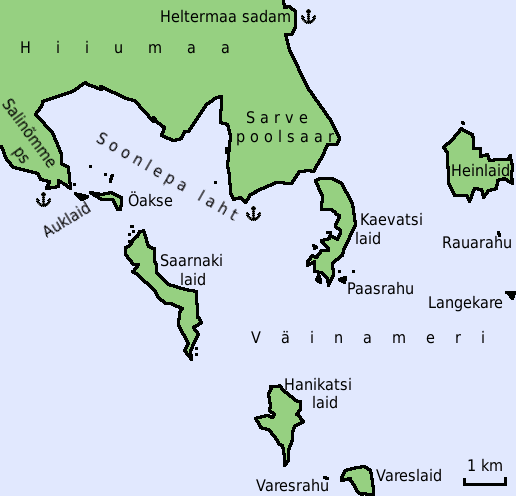
Hanikatsi laid ligger söder om Dagö (Hiiumaa).

Hanikatsi laid är en ö i Moonsund utanför Dagö i västra Estland. Den ligger i Pühalepa kommun i Hiiumaa (Dagö), 120 km sydväst om huvudstaden Tallinn. Arean är 0,83 kvadratkilometer.
Terrängen på Hanikatsi laid är mycket platt. Öns högsta punkt är 7 meter över havet. Den sträcker sig 1,9 kilometer i nord-sydlig riktning, och 1,1 kilometer i öst-västlig riktning.
Hanikatsi laid ingår i en liten ögrupp som ligger i havsomårdet Moonsund (estniska: Väinameri) mellan Dagö i norr och Moon i söder. Norr om ön ligger Saarnaki laid, Kaevatsi laid och Heinlaid och åt sydöst ligger Vareslaid, Kõverlaid, Ahelaid och Kõrgelaid.

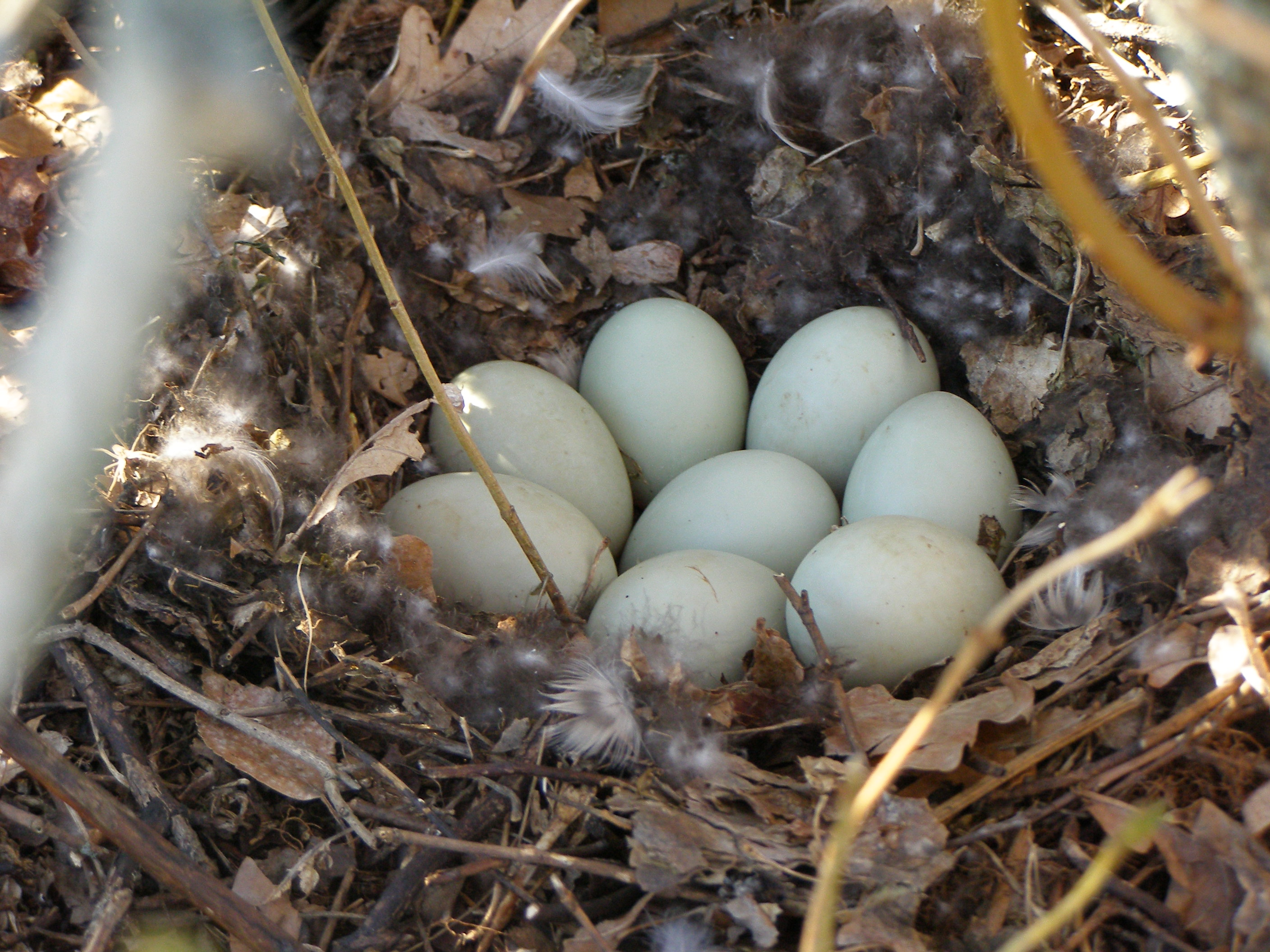
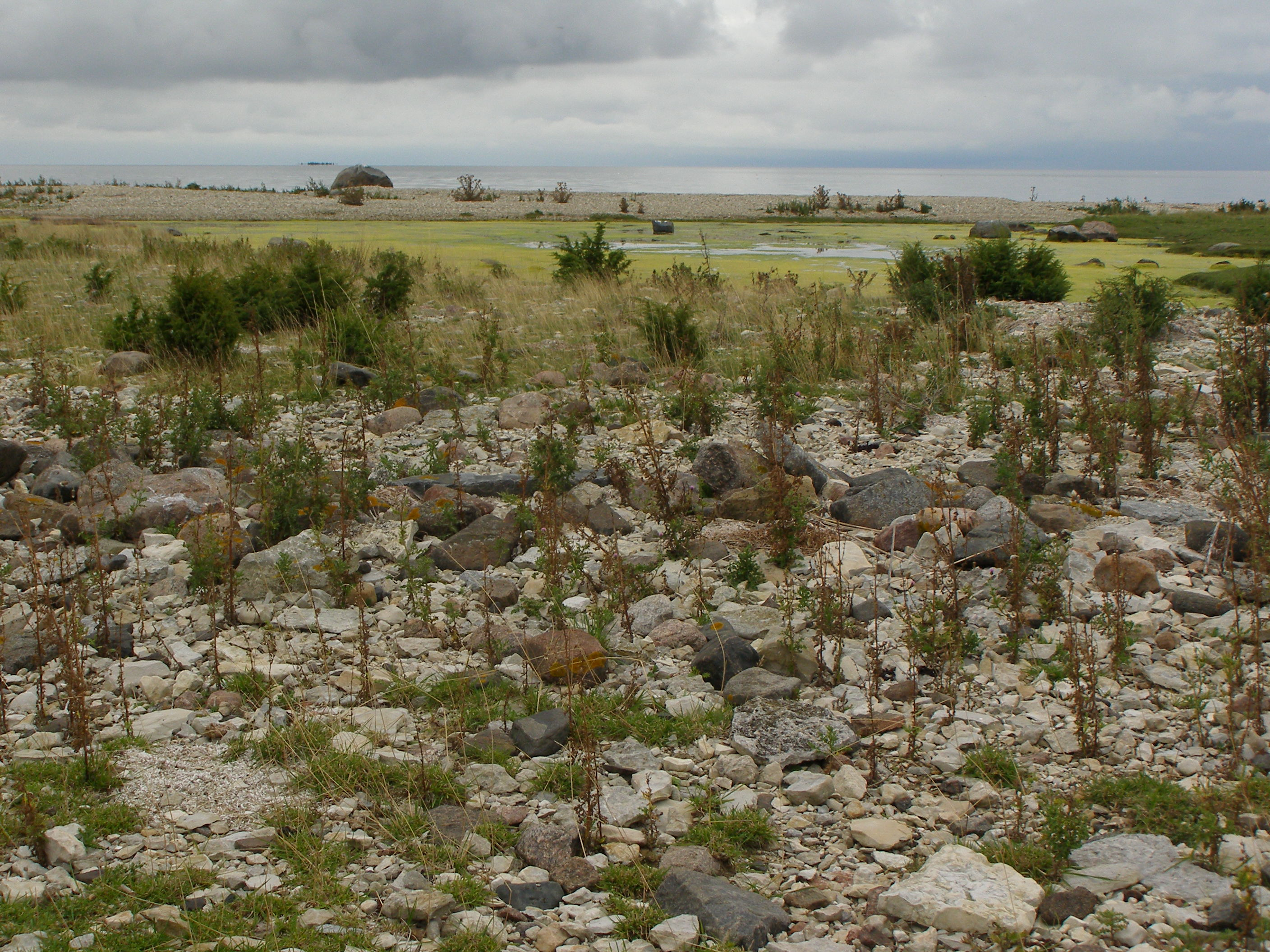
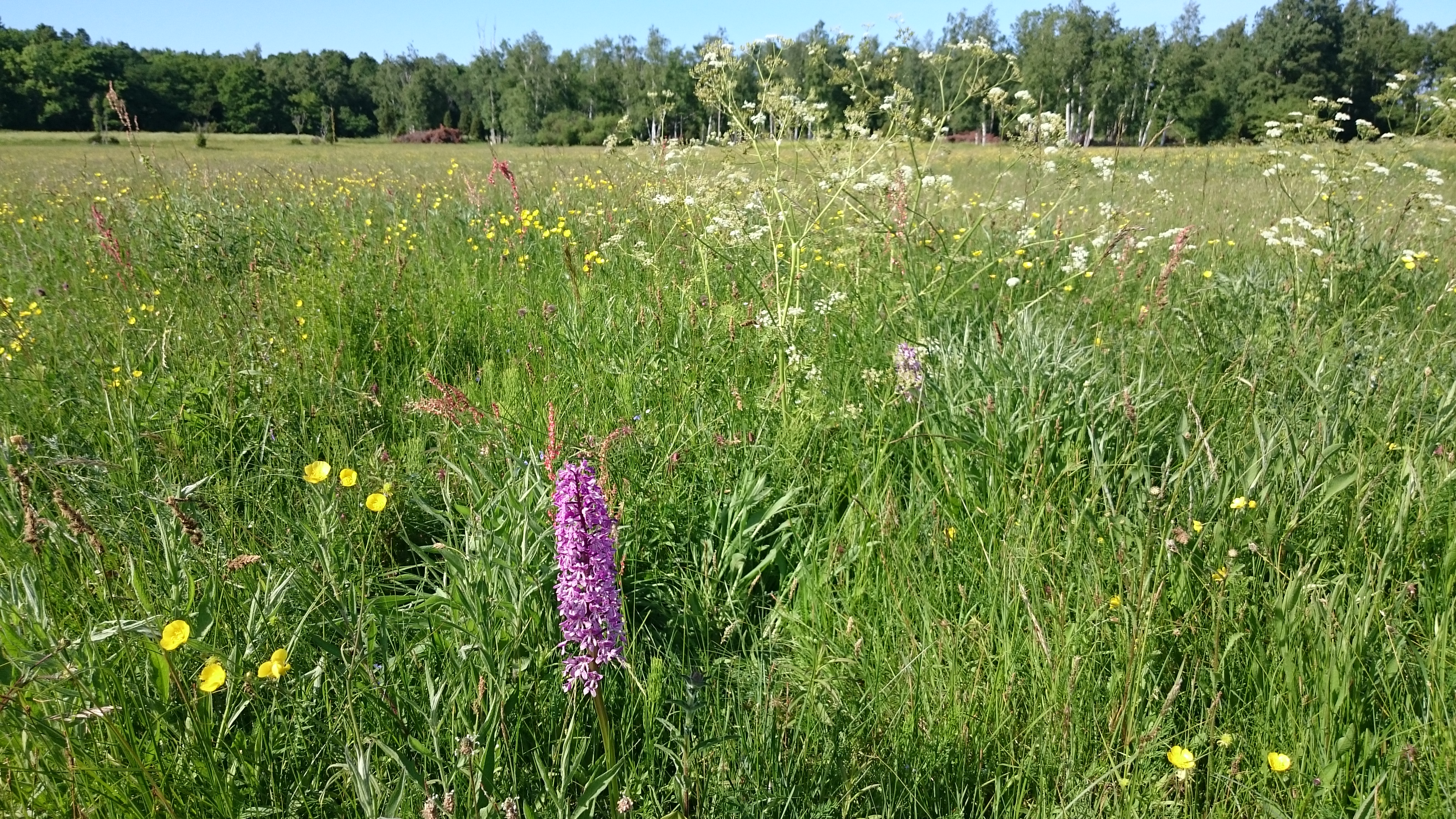
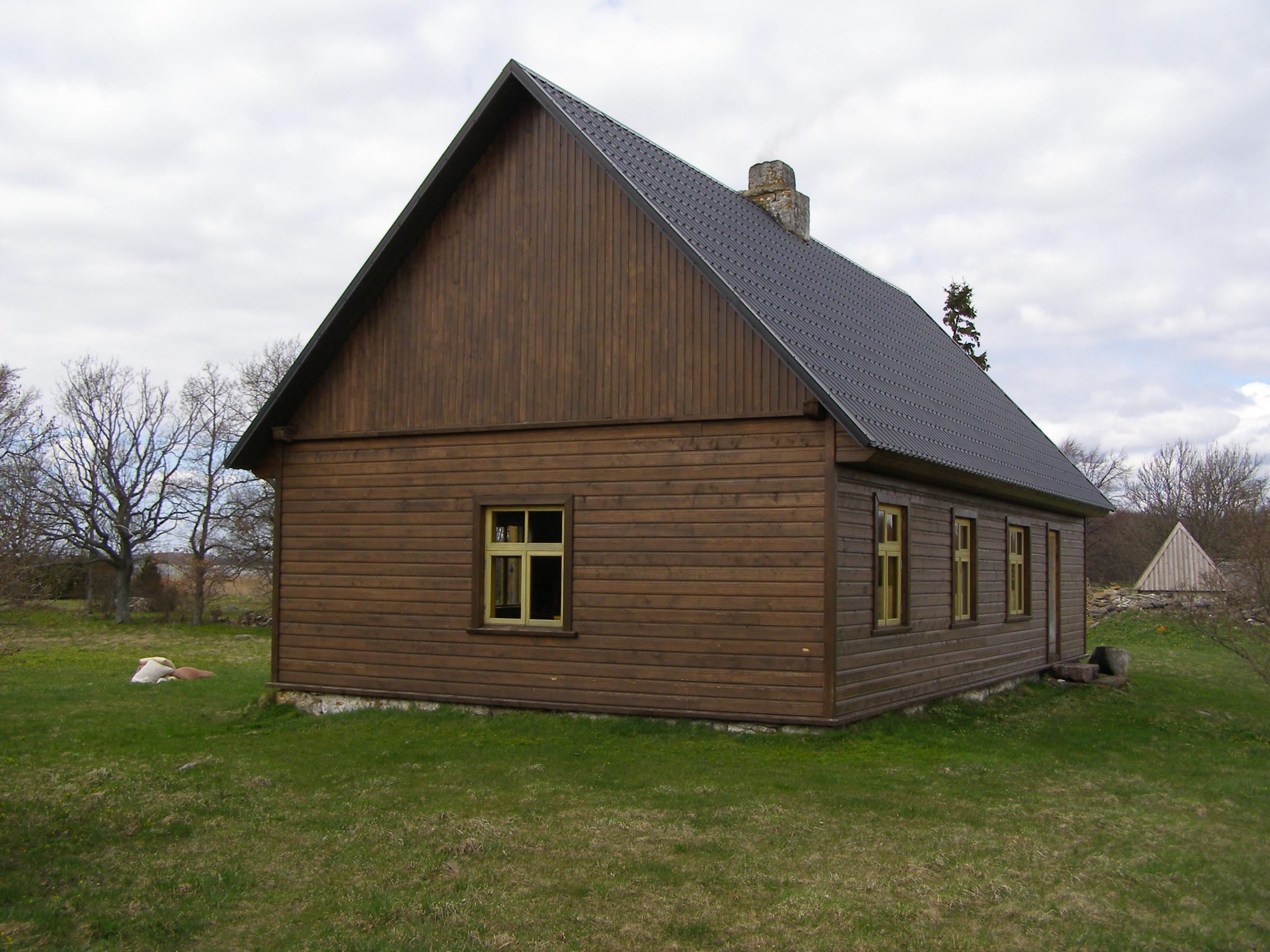